# Antocha amblystyla
Antocha amblystyla är en tvåvingeart som beskrevs av Alexander 1963. Antocha amblystyla ingår i släktet Antocha och familjen småharkrankar. Inga underarter finns listade i Catalogue of Life.